# Solund

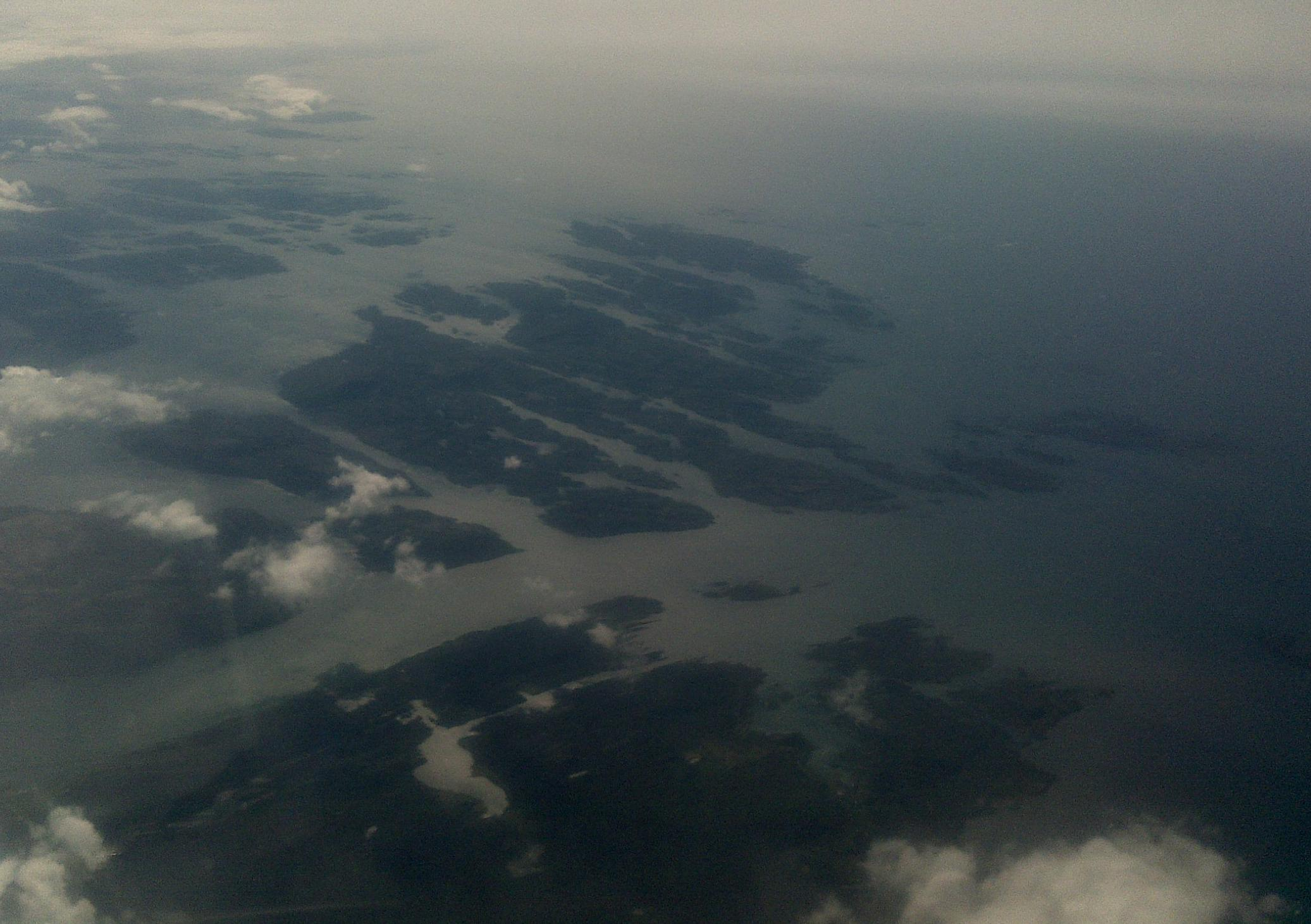
Luftaufnahme der Inseln

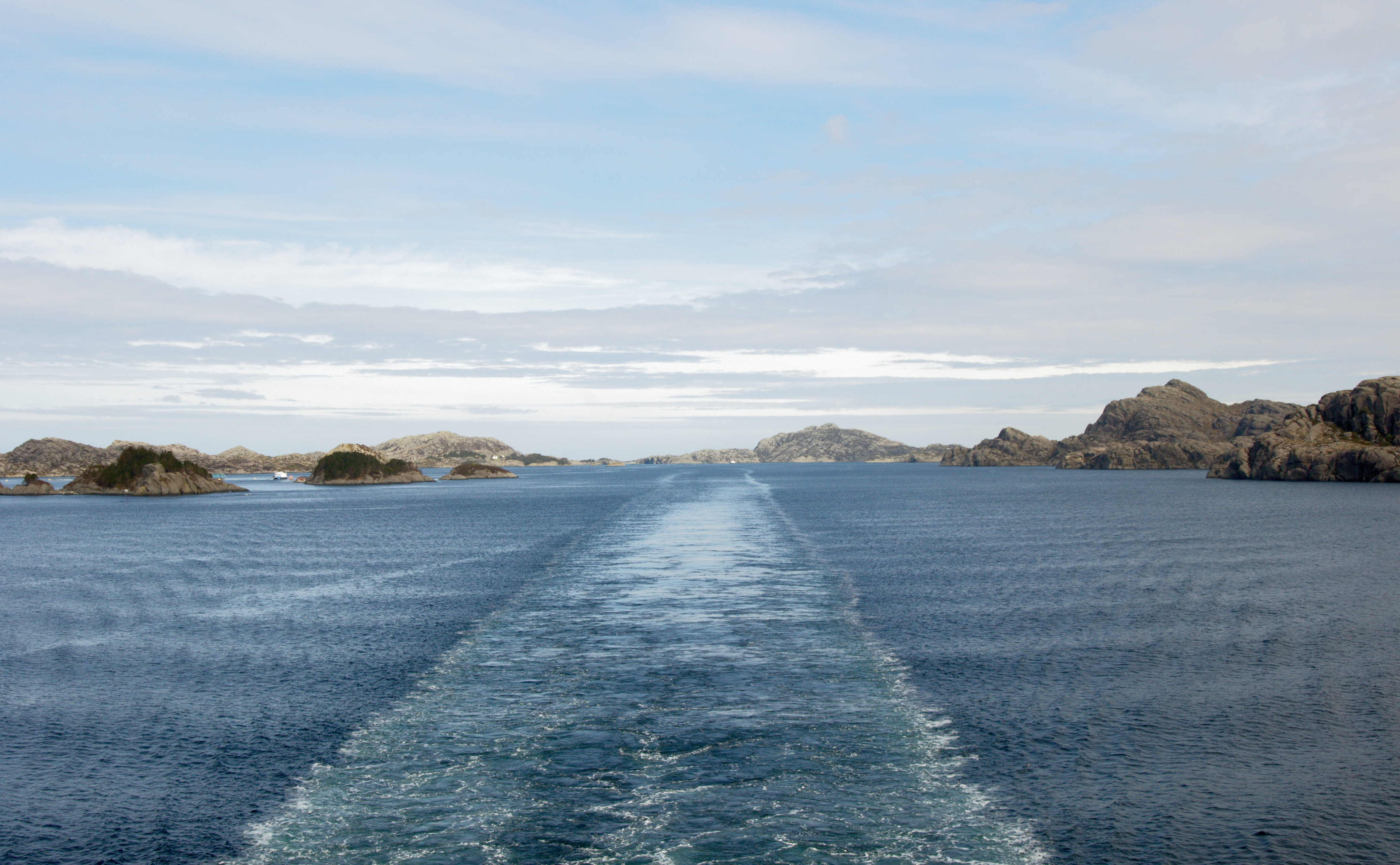
Fahrt durch den Steinsund

Solund ist eine norwegische Kommune in der Provinz Vestland.

## Geografie
Solund ist die westlichste Inselgemeinde Norwegens. In der Provinz Sogn og Fjordane, die zum 1. Januar 2020 zusammen mit Hordaland zu Vestland zusammengeschlossen wurde, war Solund die einzige Gemeinde, die nur aus Inseln bestand.
Die beiden größten Inseln sind Sula und Ytre Sula. Weitere Inseln sind Losna, Steinsundøy, Nesøy, Ospa, Rånøy, Færøy, Lågøy und Hågøyna. Der westlichste Punkt Norwegens ist Holmebåen auf den winzigen Utvær-Inseln, die fast unbewohnt sind. Auf einer dieser Felsklippen liegt der Leuchtturm Utvær fyr.
Im Norden grenzt Solund an die Gemeinde Askvoll, im Osten an Fjaler und Hyllestad, im Süden an Gulen und die Öffnung des Sognefjords und im Westen an die offene Nordsee.

## Geschichte
1858 entstand die Kommune Utvær aus den zwei Untergemeinden von Solund and Husøy, die aus der Pfarrgemeinde von Gulen herausgelöst wurden. Die Bevölkerung belief sich damals auf 1.384 Personen. Zum Jahresbeginn 1888 kam das Gehöft Krakken im äußersten Nordosten Sulas aus der Gemeinde Hyllestad mit 17 Köpfen hinzu sowie im Norden acht Bauernhöfe aus der Gemeinde Hersvikbygda mit insgesamt 317 Personen. Am 1. Juli 1890 änderte die Gemeinde ihren Namen in Sulen. Per königlichen Erlass wurde die Schreibweise am 16. November 1923 in Solund geändert.
Der altnorwegische Name Sólund bezeichnete ursprünglich die Insel Sula. Die Bedeutung dieses Namens ist unbekannt. In altnorwegischer Zeit wurde das Meer zwischen Norwegen und Schottland Sólundirhaf genannt, das bedeutet Meer von Solund.
Zum Jahresbeginn 1964 wechselte die Insel Losna von Gulen zu Solund.
Das Wappen stammt aus moderner Zeit und wurde am 16. Februar 1990 verliehen. Es entstand in Anlehnung an das Wappen der mittelalterlichen Adelsfamilie von Losna.

## Einwohner
Mit 740 Einwohnern ist Solund eine der bevölkerungsärmsten Gemeinden Norwegens. Die meisten dieser Menschen leben auf den Hauptinseln Sula und Ytre Sula, verstreut über Dörfer und kleine Ansiedlungen:

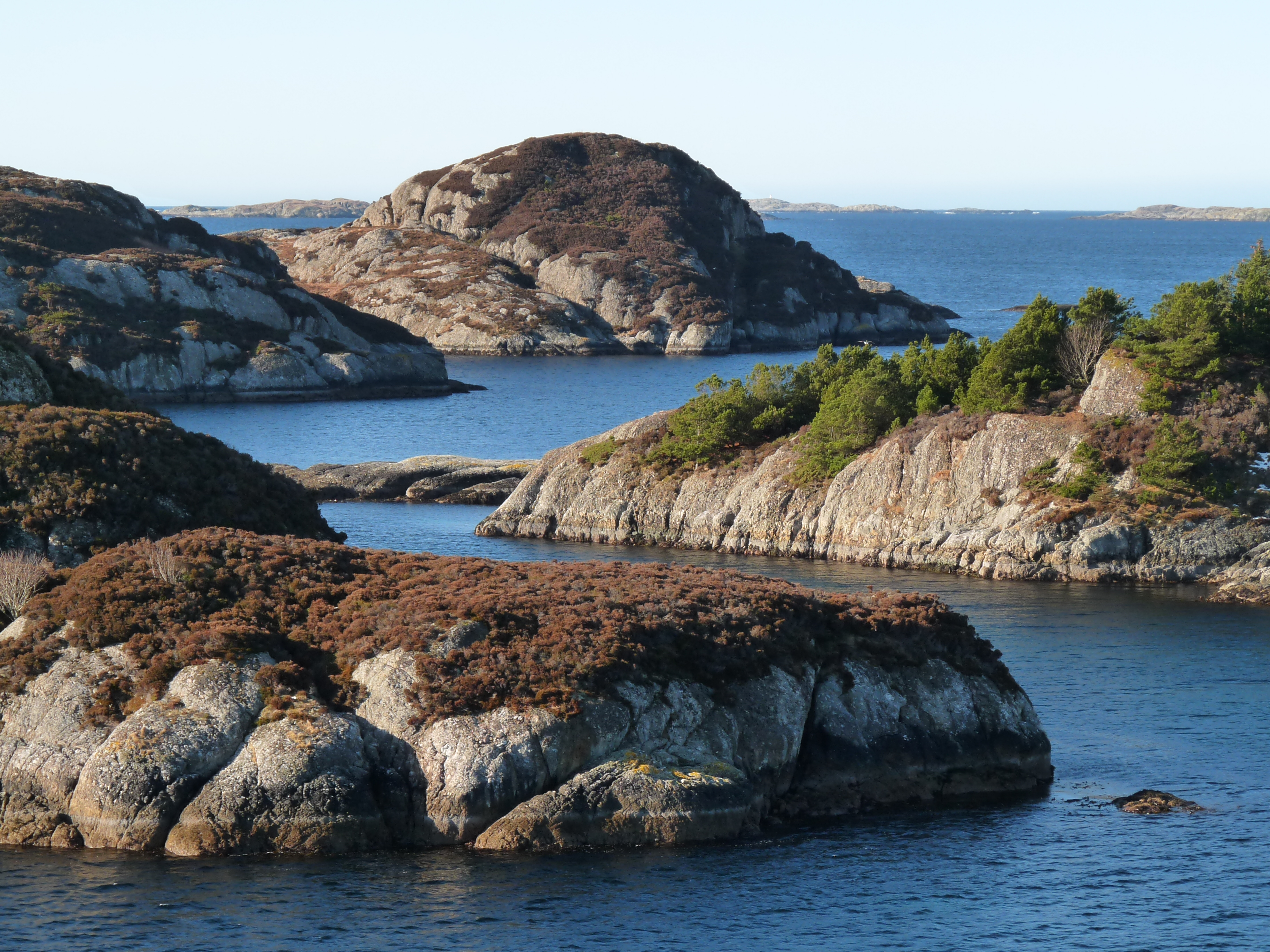
Der Ospa-Sund

| Gemeinde               | Einwohnerzahl |
| ---------------------- | ------------- |
| Hardbakke              | 246 Einwohner |
| Storøy/Dalesund        | 139 Einwohner |
| Nesefjord              | 89 Einwohner  |
| Kolgrov/Trovåg         | 62 Einwohner  |
| Hjønnevåg              | 59 Einwohner  |
| Strand/Oddekalv        | 53 Einwohner  |
| Færøy/Leknessund       | 52 Einwohner  |
| Hersvikbygda           | 42 Einwohner  |
| Austrefjord/Dumbefjord | 26 Einwohner  |
| Indrevær/Utvær         | 11 Einwohner  |
| Krakhella              | 6 Einwohner   |
| Losnegard              | 4 Einwohner   |

| Jahr | Anzahl |
| ---- | ------ |
| 1769 | 855    |
| 1951 | 1.802  |
| 1960 | 1.695  |
| 1970 | 1.376  |
| 1980 | 1.211  |
| 1990 | 1.144  |
| 2000 | 959    |
| 2010 | 878    |

## Verwaltung und Politik

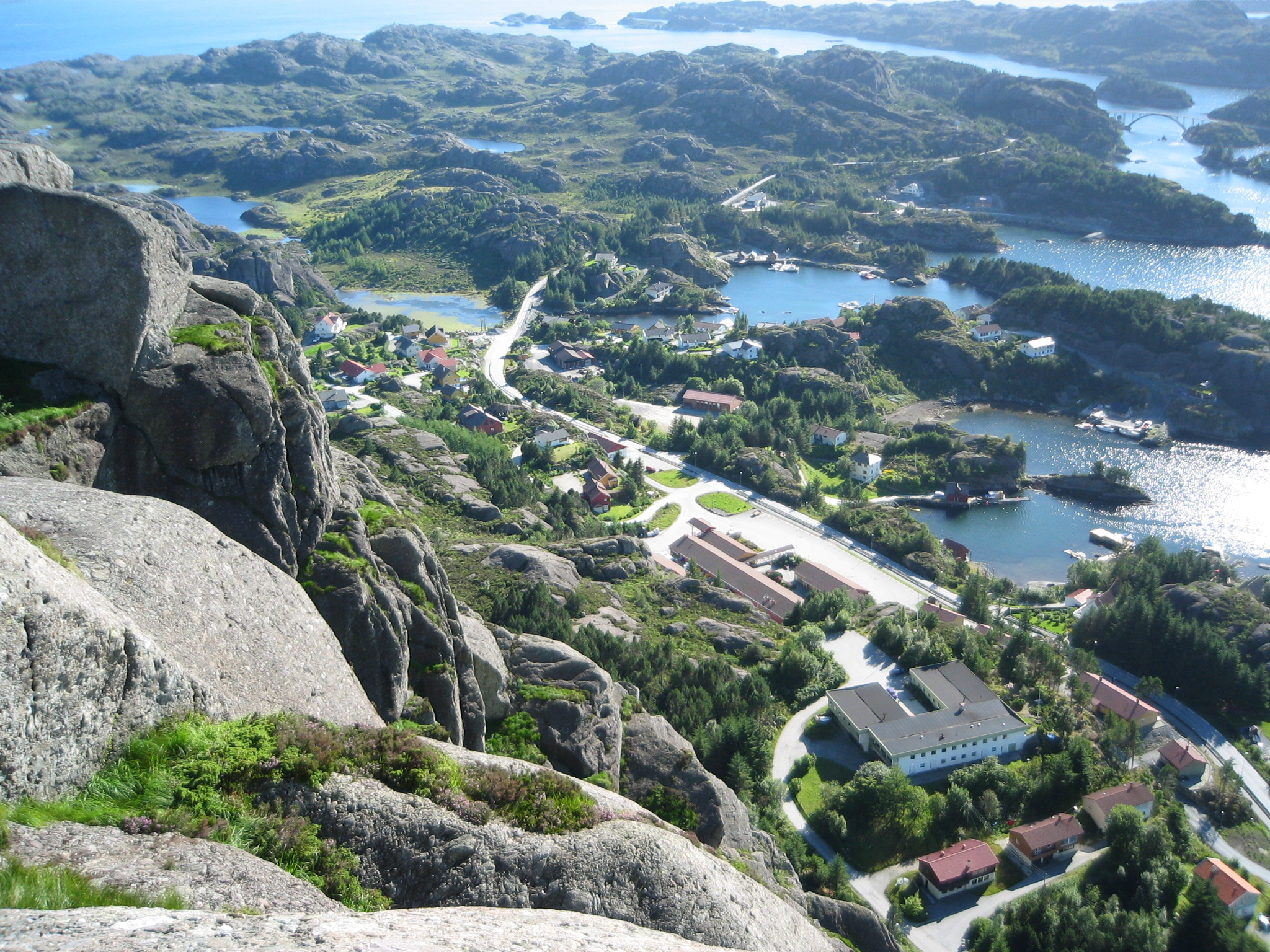
Hardbakke, der Verwaltungssitz

Verwaltungszentrum ist das Dorf Hardbakke auf Sula.
Solunds Gemeinderat, die Kommunestyre, besteht aus 15 Abgeordneten, die für vier Jahre gewählt werden. Für die Periode 2011–2015 erzielten:
- Arbeiderpartiet 2 Mandate
- Fremskrittspartiet 2 Mandate
- Høyre 5 Mandate
- Senterpartiet 4 Mandate
- Örtliche Listen 2 Mandate

Der Bürgermeister für 2011–2015 ist Ole Gunnar Krakhellen; er gehört der Høyre-Partei an.

## Religion
Die norwegische Kirche unterhält eine Pfarrgemeinde in Solund. Die Gemeinde verfügt über drei Kirchen. Sie gehört zum Dekanat Nordhordland der Diözese Bjørgvin.
| Name          | Ort          | Baujahr |
| ------------- | ------------ | ------- |
| Hersvik kirke | Hersvikbygda | 1892    |
| Husøy kirke   | Kolgrov      | 1896    |
| Solund kirke  | Hardbakke    | 1869    |

## Wirtschaft

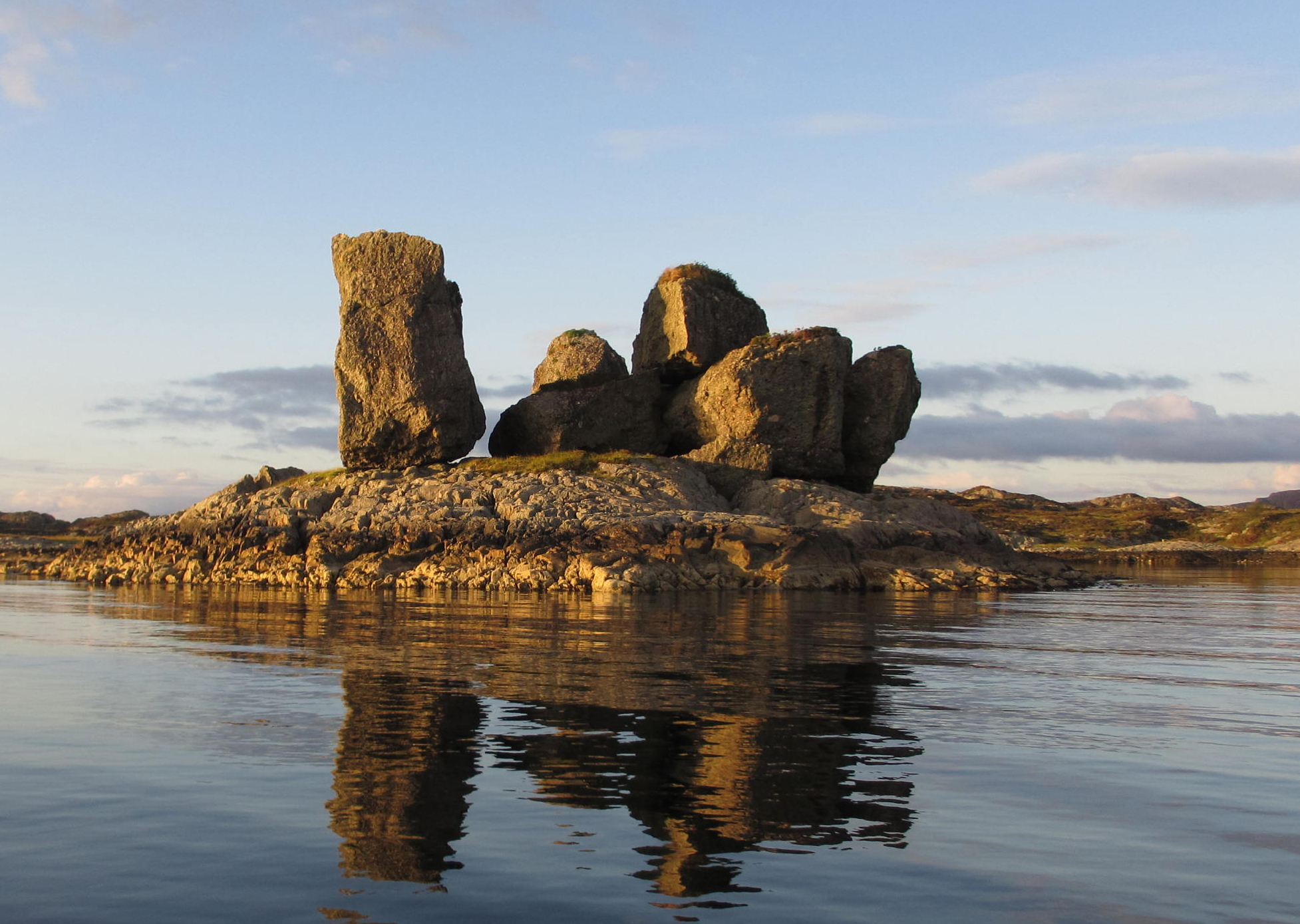
Felsformation im Norden der Gemeinde

Die Fischerei ist das wichtigste Gewerbe in Solund. In der Schiffswerft Solund Verft arbeiten 21 Beschäftigte. Die Inselwelt von Solund ist ein beliebtes Ausflugsziel für Urlauber, Bootstouristen und Sportfischer.

## Sehenswürdigkeiten

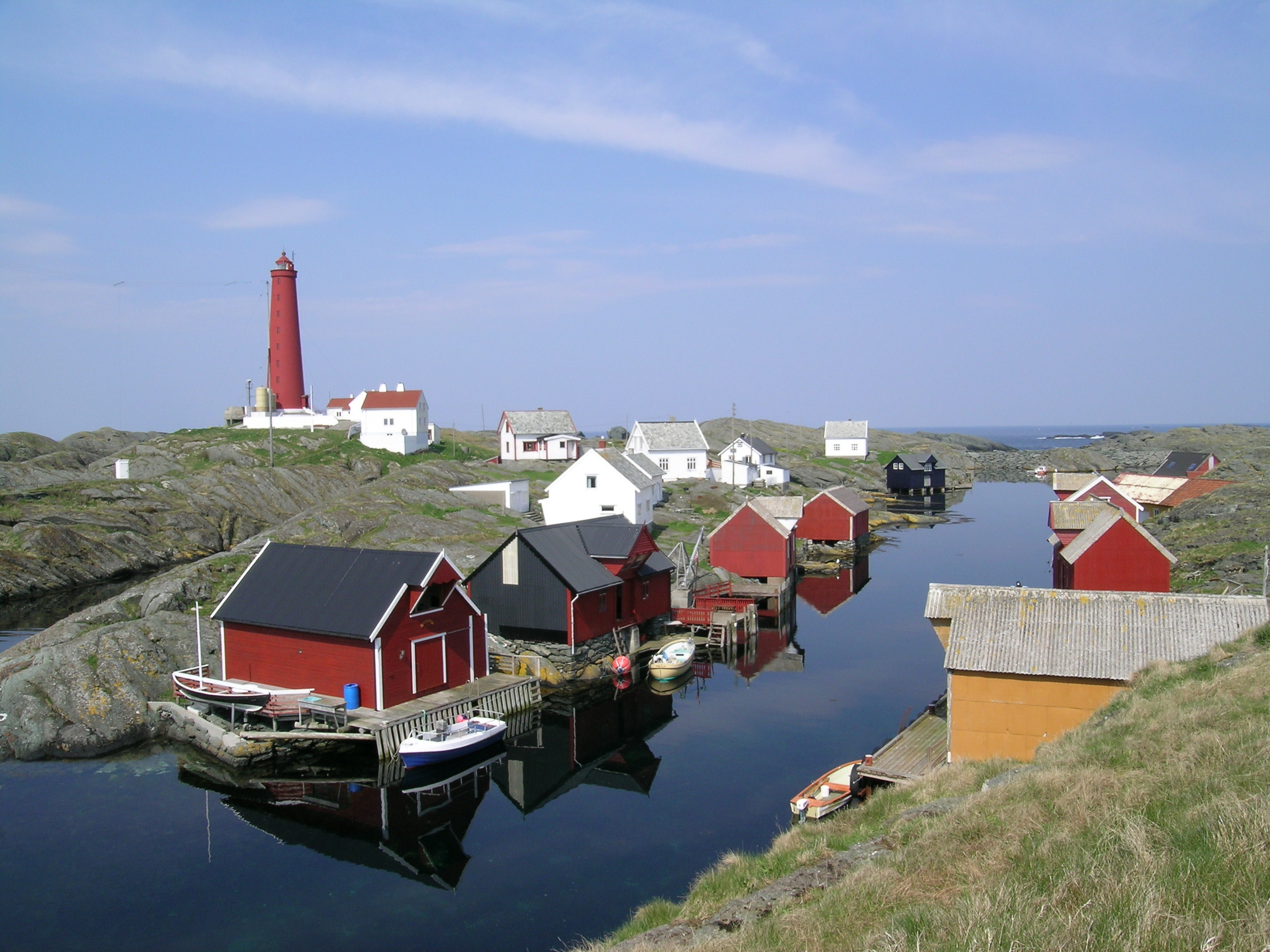
Utvær

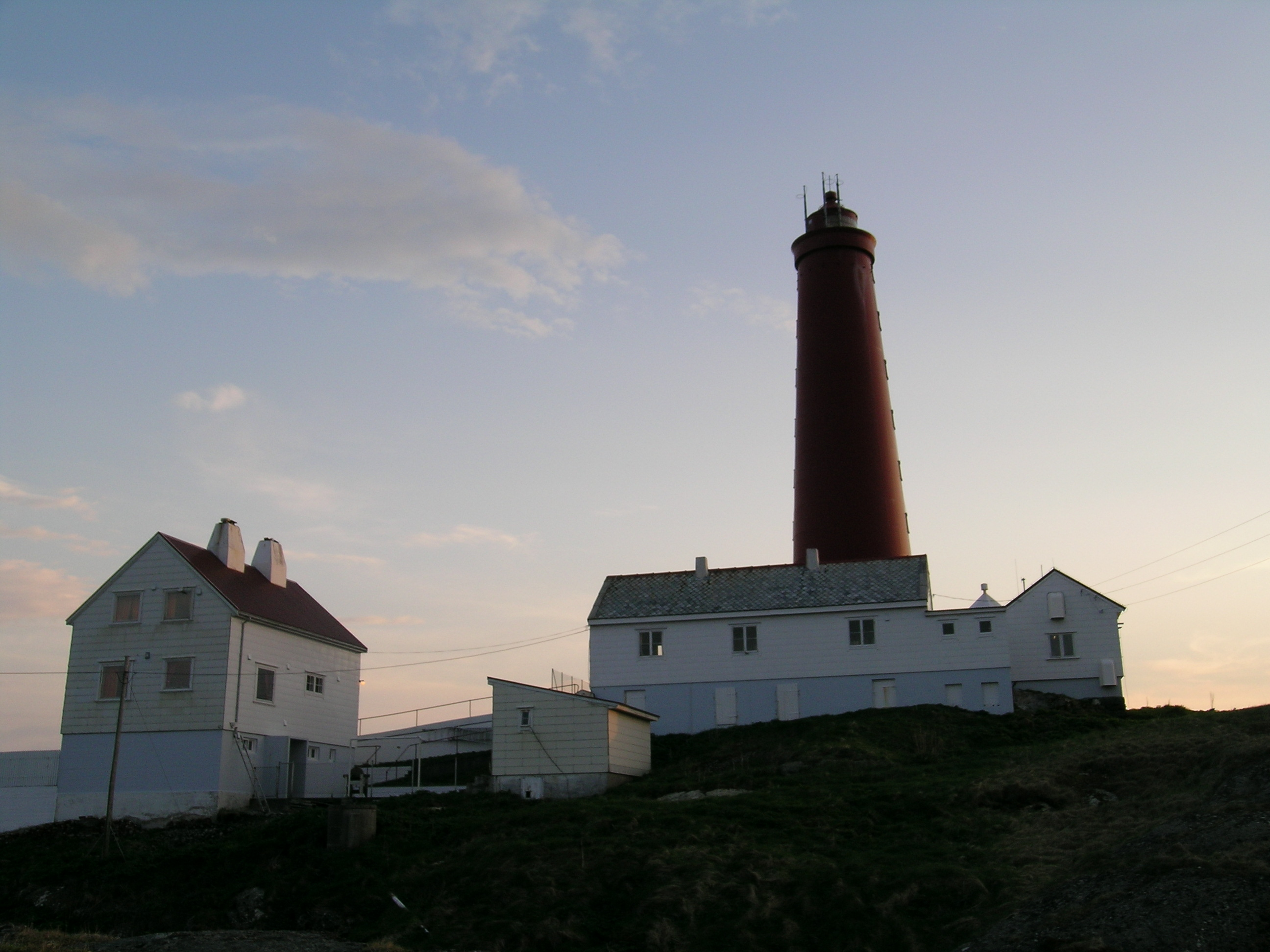
Der Leuchtturm von Utvær

### Gåsvær
Gåsvær ist eine der äußersten Inseln im Norden Solunds. Es liegt weit im Westen ausgesetzt im Meer zwischen dem Lågøyfjord und der Mündung des Bachs Gåsværosen. Unmittelbar vor der Insel liegen Fischbänke. Vermutlich kann Gåsvær auf eine lange Handelstradition zurückblicken. 1767 hatte die Insel ein eigenes Gasthaus. Der ältere Teil des charakteristischen Haupthauses datiert aus dem 18. Jahrhundert. Ein anderer Teil wurde aus dem Holz eines gescheiterten Segelschiffs gebaut.

### Utvær
Utvær ist der westlichste feste Punkt Norwegens. Die Insel hat keine festen Bewohner mehr, aber im Leuchtturm tun zwei Personen Dienst. Man erreicht die Insel per Boot. Ein Fahrdienst auf Abruf ist das ganze Jahr über von Kolgrov aus verfügbar. Im Sommer wird Betrieb nach Fahrplan ab Hardbakke, Eivindvik und Korssund angeboten.
Die Provinzregierung bestimmte die Inselgruppe und die See um Utvær als Naturschutzgebiet. Davon ausgenommen sind Utvær selbst und die unmittelbar umgebenden Gewässer. Die Denkmalschutzbehörde Riksantikvaren schlug vor, den Leuchtturm als Denkmal einzustufen.
Im Mittelalter stand eine Kapelle im Süden der Siedlung. Das erste schriftliche Zeugnis davon erschien in einem Werk von Bjørgynar Kalveskinn aus dem Jahr 1320. Die Kapelle hatte Einkünfte aus Spenden und Fischerei-Abgaben. Im 17. Jahrhundert besaß die Kapelle 15 Kühe und 27 Schafe, die verliehen wurden. Im späteren 17. Jahrhundert wurde sie von schottischen Piraten ausgeraubt.
Die Kapelle war aus Holz erbaut und hatte eine Grundfläche von etwa 7,5 m × 6,3 m. Rund 120 Gemeindemitglieder fanden darin Platz. Die Glocke von 1641 befindet sich in der Heibergske Samlingar in Kaupanger. Pro Jahr fanden vier Gottesdienste statt. Die Priester setzte per Boot von Eivindvik aus über. Bei schlechtem Wetter strandete er oft auf Inseln, die näher am Festland lagen. 1718 wurde die Kapelle auf die Insel Husøy verlegt. Als Ende des 19. Jahrhunderts die Straumen kirke eingeweiht war, wurde die Kapelle abgerissen.
Der Leuchtturm brannte infolge eines Luftangriffs der Alliierten im Februar 1945 ab. 1948–1952 wurde er neu erbaut. Der Neubau hat eine andere Gestalt als sein Vorgänger. Der Balkon oben war zuvor ein Stockwerk tiefer gelegen.

### Arboretum
Im Küsten-Arboretum in Hardbakke werden hauptsächlich einheimische Bäume und Pflanzen vorgestellt. Die Sammlung von Rhododendren ist im Sommer sehenswert. Vom Arboretum aus bietet ein 5 km langer Fußpfad über abwechslungsreiches Gelände mannigfaltige Aussicht über den äußeren Sognefjord. Ein anderer markierter Wanderpfad führt hinauf auf den Berg Ravnenipa.